# Данн, Дебби
Дебби Данн (род. 26 марта 1978 года, Ямайка) — американская легкоатлетка, бегунья на 400 метров, чемнионка мира 2009 года в эстафете 4×400 м, двукратная чемпионка мира 2010 года в залах (400 м, 4х400 м).
Родилась на Ямайке, училась в средней школе Фейрмонт-Хейтс (шт. Мериленд), затем поступила в Государственный университет Норфолка. В 2004 году получила гражданство США.
На чемпионате мира 2009 года установила в полуфинале личный рекорд 49,95 с (пятый результат), однако в финале с результатом 50,35 с была только шестой. В эстафете 4×400 метров в составе команды США (вместе с Эллисон Феликс, Лашиндой Димус и Саней Ричардс) завоевала золотую медаль.
В следующем году на чемпионате мира в залах в Доге Данн завоевала своё первое золото в крупных международных соревнованиях, став чемпионкой в беге на 400 метров. Вторую золотую медаль она завоевала в эстафете 4×400 метров вместе с Диди Троттер, Наташей Гастингс и Эллисон Феликс
В июле 2012 года не прошла допинг-тест и в сентябре была дисквалифицирована на два года.

## Результаты
Лучшие результаты по годам и место в списке мирового сезона
| Год   | 2000  | 2001 | 2002  | 2003  | 2004  | 2005  | 2006  | 2007  | 2008  | 2009  | 2010  | 2011  | 2012  |
| ----- | ----- | ---- | ----- | ----- | ----- | ----- | ----- | ----- | ----- | ----- | ----- | ----- | ----- |
| 400 м | 52,51 |      | 52,72 | 51,94 | 51,12 | 52,33 | 52,25 | 51,66 | 51,11 | 49,95 | 49,64 | 50,70 | 50,78 |
| Место | 117   |      | 113   | 55    | 40    | 101   | 98    | 51    | 29    | 7     | 1     | 12    | 22    |